# Mysidopsis badius
Mysidopsis badius är en kräftdjursart som beskrevs av Modlin 1987. Mysidopsis badius ingår i släktet Mysidopsis och familjen Mysidae. Inga underarter finns listade i Catalogue of Life.